# 1677
Năm 1677 (Số La Mã:MDCLXXVII) là một năm thường bắt đầu vào thứ Sáu (liên kết sẽ hiển thị đầy đủ lịch) trong lịch Gregory (hoặc một năm thường bắt đầu vào thứ hai của lịch Julius chậm hơn 10 ngày).